# Lijst van voetbalinterlands Angola - Malawi
Deze lijst van voetbalinterlands is een overzicht van alle officiële voetbalwedstrijden tussen de nationale teams van Angola en Malawi. De landen speelden tot op heden elf keer tegen elkaar. De eerste ontmoeting was een groepswedstrijd voor de COSAFA Cup 1999 op 24 april 1999 in Blantyre. Het laatste duel, een groepswedstrijd tijdens de COSAFA Cup 2025, werd gespeeld in Bloemfontein (Zuid-Afrika) op 10 juni 2025.

## Wedstrijden
| №  | Plaats       | Datum           | Competitie                   | Wedstrijd       | Uitslag |
| -- | ------------ | --------------- | ---------------------------- | --------------- | ------- |
| 1  | Blantyre     | 24 april 1999   | COSAFA Cup 1999              | Malawi − Angola | 1 − 2   |
| 2  | Blantyre     | 20 mei 2000     | COSAFA Cup 2000              | Malawi − Angola | 0 − 0   |
| 3  | Blantyre     | 18 mei 2002     | COSAFA Cup 2002              | Malawi − Angola | 2 − 1   |
| 4  | Lilongwe     | 12 oktober 2002 | Afrika Cup 2004 kwalificatie | Malawi − Angola | 1 − 0   |
| 5  | Luanda       | 6 juli 2003     | Afrika Cup 2004 kwalificatie | Angola − Malawi | 5 − 1   |
| 6  | Luanda       | 14 januari 2010 | Afrika Cup 2010              | Angola − Malawi | 2 − 0   |
| 7  | Kitwe        | 16 juli 2013    | COSAFA Cup 2013              | Malawi − Angola | 2 − 3   |
| 8  | Windhoek     | 12 juni 2016    | COSAFA Cup 2016              | Malawi − Angola | 3 − 0   |
| 9  | Phokeng      | 29 juni 2017    | COSAFA Cup 2017              | Malawi − Angola | 0 − 0   |
| 10 | Pietersburg  | 1 juni 2018     | COSAFA Cup 2018              | Angola − Malawi | 0 − 0   |
| 11 | Bloemfontein | 10 juni 2025    | COSAFA Cup 2025              | Malawi − Angola | 0 − 1   |

## Samenvatting
| Competitie              | Totaal gespeeld | Winst Angola | Gelijk | Winst Malawi | Doelsaldo Angola – Malawi |
| ----------------------- | --------------- | ------------ | ------ | ------------ | ------------------------- |
| Afrika Cup              | 1               | 1            | 0      | 0            | 2 − 0                     |
| Afrika Cup-kwalificatie | 2               | 1            | 0      | 1            | 5 − 2                     |
| COSAFA Cup              | 8               | 3            | 3      | 2            | 7 − 8                     |
| Totaal                  | 11              | 5            | 3      | 3            | 14 − 10                   |

Wedstrijden bepaald door strafschoppen worden, in lijn met de FIFA, als een gelijkspel gerekend.